# Агнес фон Хесен (1527 – 1555)
Вижте пояснителната страница за други личности с името Агнес фон Хесен.
Агнес фон Хесен (на немски: Agnes von Hessen; * 31 май 1527, Марбург; † 4 ноември 1555, Ваймар) е херцогиня на Саксония (1541 – 1547) и курфюрстиня на Саксония (1547 – 1553).

## Живот
Дъщеря е на ландграф Филип I от Хесен (1504 – 1567) и първата му съпруга Кристина Саксонска (1505 – 1549).
Агнес се сгодява през 1539 г. и се омъжва на 11 януари 1541 г. за херцога и по-късно курфюрст Мориц от Саксония (1521 – 1553) от рода на Албертинските Ветини. Той умира на 11 юли 1553 г. от инфекция на рана след битка.
На 26 май 1555 г. Агнес се омъжва във Ваймар за херцог Йохан Фридрих II от Саксония-Гота (1529 – 1595) от род Ернестинските Ветини. Агнес умира от температура през ноември същата година.

## Деца
Агнес и Мориц имат две деца:
- Анна (* 23 декември 1544; † 18 декември 1577), която куца и се омъжва на 24 август 1561 г. в Лайпциг за Вилхелм Орански
- Албрехт (* 28 ноември 1545; † 12 април 1546).